# Фунду Ракачуни (Бакау)
Фунду Ракачуни (рум. Fundu Răcăciuni) насеље је у Румунији у округу Бакау у општини Ракачуни. Oпштина се налази на надморској висини од 264 m.

## Становништво
Према подацима из 2002. године у насељу је живело 2004 становника.

### Попис2002.
| Расподела становништва по националности 2002.‍ | Расподела становништва по националности 2002.‍ | Расподела становништва по националности 2002.‍ | Расподела становништва по националности 2002.‍ | Расподела становништва по националности 2002.‍ |
| --------------------------------------------- | --------------------------------------------- | --------------------------------------------- | --------------------------------------------- | --------------------------------------------- |
|                                               |                                               |                                               |                                               |                                               |
| Румуни                                        | Румуни                                        |                                               | 1.826                                         | 91,1%                                         |
| Мађари                                        | Мађари                                        |                                               | 45                                            | 2,2%                                          |
| Чанго                                         | Чанго                                         |                                               | 133                                           | 6,6%                                          |